# Автошлях О 150315
Автошлях О150315 — автомобільний шлях місцевого значення у Миколаївській області, колишній автомобільний шлях територіального значення Т-15-20. Проходить територією Березанського району від зони відпочинку «Лугове» до зони відпочинку «Рибаківка». Загальна довжина — 1,5 км.

## Маршрут
Автошлях проходить через такі населені пункти:
| Автошлях О150315            |        |
| Миколаївська область        |        |
| Березанський район          |        |
| зона відпочинку «Лугове»    | Т 1515 |
| зона відпочинку «Рибаківка» |        |